# Podalyria pulcherrima
Podalyria pulcherrima är en ärtväxtart som beskrevs av Schinz. Podalyria pulcherrima ingår i släktet Podalyria och familjen ärtväxter. Inga underarter finns listade i Catalogue of Life.